# Maja Oeri
Maja Oeri (* 1955 in Basel) ist eine Schweizer Mäzenin. 

## Leben
Maja Oeri wuchs in Basel auf. Ihre Grossmutter Maja Sacher berief die achtzehnjährige Maja in den Stiftungsrat der Emanuel-Hoffmann-Stiftung (EHS). Nach Tätigkeiten in der Basler Galerie Handschin und im Centre Georges Pompidou in Paris (Ausstellung «Paris-Berlin» 1978) studierte Oeri an der FU Berlin Kunstgeschichte. Sie wirkte mit an den Ausstellungsprojekten «Westkunst» (Köln 1981), «documenta 7» (Kassel 1982) und «Von hier aus» (Düsseldorf 1984). 
1983 wurde Oeri Mitglied der Kommission des Basler Kunstvereins. Seit 1988 gehört sie der Kunstkommission der Öffentlichen Kunstsammlung im Kunstmuseum Basel an. 1995 übernahm sie den Vorsitz der EHS. Im Jahr 1999 gründeten sie und ihr Mann Hans U. Bodenmann zur Erinnerung an ihren früh verstorbenen Sohn Laurenz Jakob die Laurenz-Stiftung, die
den Bau des Schaulagers in Münchenstein ermöglichte. Hier werden die Kunstwerke der Stiftung, die weder im Kunstmuseum Basel noch im Kunstmuseum Basel Gegenwart ausgestellt werden können, gelagert und gezeigt. Für den 2016 eröffneten Erweiterungsbau des Kunstmuseums Basel leistete Oeri und die Laurenz-Stiftung einen wichtigen finanziellen Beitrag.
Oeri ist seit 2000 das erste nicht-britische Mitglied im Beirat der Londoner Tate Modern. Sie ist ausserdem Mitglied des «International Council» des MoMA und der Dia Art Foundation sowie des Museum of Contemporary Art, Los Angeles. Von der Universität Basel wurde sie 2003 mit einem Ehrendoktorat ausgezeichnet. Das Kunstmagazin Artnews zählt Oeri zu den 200 wichtigsten Kunstsammlern der Welt.